# سیلووکی
سیلووکی (به لاتین: Silůvky) یک منطقهٔ مسکونی در جمهوری چک است که در ناحیه برنو-تسوونتری واقع شده‌است. سیلووکی ۶ کیلومتر مربع مساحت و ۸۴۲ نفر جمعیت دارد و ۲۷۰ متر بالاتر از سطح دریا واقع شده‌است.